# S'Illot

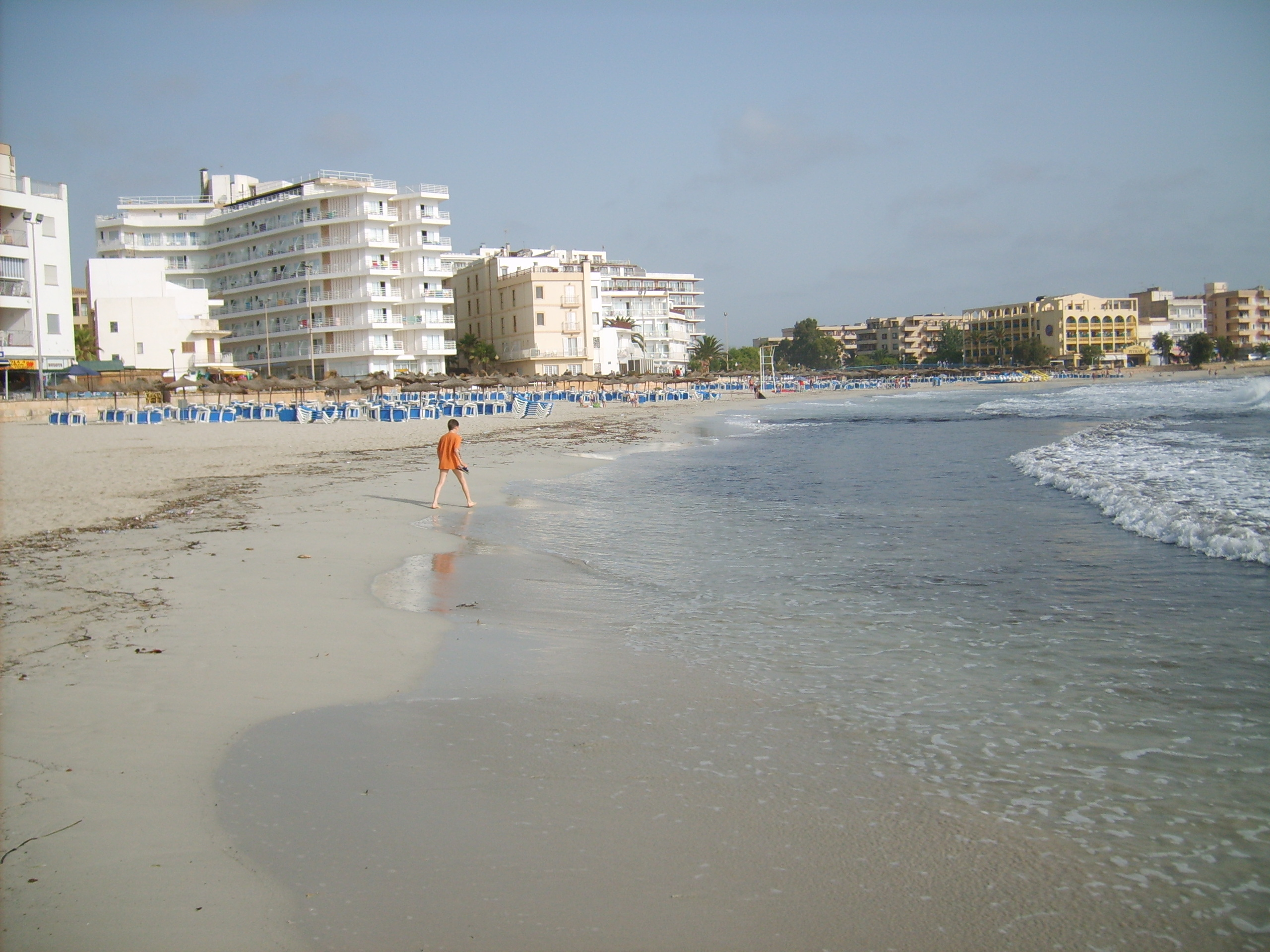
Playa de Cala Moreya.

S'Illot es una localidad y pedanía española perteneciente al municipio de San Lorenzo del Cardezar, en la parte oriental de Mallorca, comunidad autónoma de las Islas Baleares. En plena costa mediterránea, anexa a esta localidad se encuentra el núcleo de s'Illot-Cala Morlanda, ya en el término municipal de Manacor.

## Demografía
Según el Instituto Nacional de Estadística de España, en el año 2019 s'Illot contaba con 264 habitantes censados, lo que representa el 3,13% de la población total del municipio.

## Monumentos y lugares de interés
A la entrada del pueblo se encuentran los restos de un poblado talayótico formado por diferentes conjuntos de edificios comunales, en torno de los cuales se construyeron las casas donde vivía la comunidad.
Está considerado uno de los poblados más importantes del Levante de Mallorca de la cultura talayótica y postalayótica (850-123 a. C.).
Así mismo, en la localidad se encuentran la playa de cala Moreya, de arena.
Como frontera natural entre los dos municipios existe un torrente que es salvado por un puente carretero y un puente peatonal de madera, aunque la arena de la playa impide que llegue hasta la línea de costa. 